# Brights (warenhuis)
Brights was een kleine warenhuisketen in het zuiden en zuidwesten van Engeland.

## Geschiedenis
Frederick John Bright runde zes jaar land een klein fourniturenzaakje in Lymington, voordat hij in 1871 een winkel opende op 9 Bournemouth Arcade waar handwerkspullen en Berlijnse wol werden verkocht. Al snel werden een boekwinkel en een drukkerij toegevoegd die in 1894 waren gevestigd op 8-11 Bournemouth Arcade. Vanaf 1886 drukte F.J. Brights de Brights Illustrated Guide to Bournemouth. 
De winkel breidde opnieuw uit aan 14-26 Old Christchurch Road en voegde papierwaren en accessoires toe aan het assortiment. Daarnaast ging het bedrijf zich toeleggen op fotografie. 
Het bedrijf werd geleid door Frederick tot de jaren 1920, toen zijn zoon Percy het overnam. In 1923 nam hij Flora Ltd, over in Southsea. Hij doopte het bedrijf om in Brights (Southsea) Ltd, maar in 1928 was het bedrijf niet langer actief. In 1924 werden de fotografie- en drukkerijactiviteiten verkocht aan partner Frank Higby Oliver. In 1925 werd het warenhuis Colson & Co. in Exeter overgenomen, waarbij de winkel werd hernoemd tot Colsons of Exeter. In 1932 werd het warenhuis Clifton overgenomen van de keten Bobby & Co. In 1941 werd Percy aangereden door een kolenvrachtwagen en stierf op 78-jarige leeftijd.
Na de Tweede Wereldoorlog werd de winkel in Exeter in 1953  herbouwd en bleef tot 1960 onafhankelijk. In dat jaar nam J.J. Allen de activiteiten van Brights over. De naam Brights bleef in eerste instantie gehandhaafd toen J.J. Allen door House of Fraser werd overgenomen in 1969. Nadat de warenhuizen van Dingles  in 1971 door de House of Fraser-groep waren overgenomen, werden de warenhuizen die nog handelden onder de namen Brights en Colsons in 1972 omgedoopt tot Dingles. 